# Cobija
Cobija este un oraș din Bolivia.

## Populație
| An   | Populație | Notă  |
| ---- | --------- | ----- |
| 1992 | 10.001    | [ 1 ] |
| 2001 | 20.820    | [ 2 ] |
| 2012 | 42.849    | [ 3 ] |